# Попов, Геннадий Леонидович
Генна́дий Леони́дович Попо́в (29 июля 1941 — 21 февраля 2012) — советский и российский офицер-подводник, Герой Российской Федерации (18.08.1993). Капитан 1-го ранга (4.08.1978).
Первый командир атомной глубоководной станции проекта 1910 АС-13 29-й отдельной бригады подводных лодок Краснознамённого Северного флота.

## Биография
Родился 29 июля 1941 года в селе Красная Горка Асекеевского района Чкаловской (ныне Оренбургской) области. Русский.
В Военно-Морском флоте с 1958 года. В 1964 году окончил Черноморское высшее военно-морское училище имени П. С. Нахимова. Службу проходил на подводных лодках Краснознамённого Северного флота командиром торпедной группы БЧ-3 подводной лодки С-146.
С декабря 1964 года — на атомных подводных лодках: командир группы управления БЧ-2 подводной лодки К-172; командир БЧ-2 13-го экипажа крейсерской подводной лодки, старший помощник командира подводной лодки К-47 во втором экипаже, «К-313». В 1974 году окончил Высшие специальные офицерские классы ВМФ. Был командиром подводной лодки К-503, командиром 355-го экипажа крейсерской подводной лодки.
С июля 1977 года начальник одной из воинской частей Министерства обороны СССР в Ленинграде. Первый командир атомной глубоководной станции проекта 1910 АС-13 29-й отдельной бригады подводных лодок Краснознамённого Северного флота. По некоторым данным — заместитель командира части 45707.
В 1978 году присвоено звание капитан 1-го ранга. В 1978 году окончил заочно Военно-морскую академии имени А. А. Гречко.
С декабря 1992 года — в запасе.
Указом Президента РФ от 18 августа 1993 года за мужество и героизм, проявленные при выполнении специального задания в условиях, сопряженных с риском для жизни, капитану 1-го ранга Попову Геннадию Леонидовичу присвоено звание Героя Российской Федерации с вручением особого знака отличия медали «Золотая Звезда» (№ 26).

Памятник Попову на Северном кладбище

Проживал в городе Краснодаре. Умер 21 февраля 2012 года на 71-м году жизни в Санкт-Петербурге, где жил в последнее время. Похоронен на Северном кладбище.
Бюст Героя открыт в 2022 году на территории Черноморского ВВМУ им. П. С. Нахимова в Севастополе.

## Награды и звания
- Герой Российской Федерации (18 августа 1993)
- Орден «За службу Родине в Вооружённых Силах СССР» III степени (1977)
- Медали СССР